# راؤول بكتيه
راؤول بكتيه (بالفرنسية: Raoul Pictet)‏ هو فيزيائي سويسري عاش في الفترة ما بين 4 نيسان/أبريل 1846 – 27 تموز/يوليو 1929. يشتهر بكتيه بأبحاثه في تسييل الغازات.

## حياته
ولد راؤول بكتيه سنة 1846 في جنيف ودرس الفيزياء في جامعتها.
كان بكتيه أحد أعضاء الوفد السويسري الذي حضر افتتاح قناة السويس سنة 1869، وبقي في مصر لإجراء أبحاثه بين سنتي 1871 و1874. عاد بكتيه بعد ذلك إلى جامعة جنيف، حيث عمل مدرساً فيها، إلى أن أصبح بروفيسوراً سنة 1879.
عاش بكتيه في برلين منذ سنة 1881، حيث درّس في جامعة هومبولت في برلين. توفي بكتيه سنة 1929 في باريس.

## أعماله
تخصص بكتيه في أبحاثه العلمية في مجال إسالة الغازات بتعريضها لدرجات حرارة منخفضة وضغوط مرتفعة، وتمكن بذلك من إسالة غازات الأكسجين والنتروجين المكوّنة للهواء.
من منشوراته العلمية:
- Mémoire sur la liquéfaction de l'oxygène, la liquéfaction et la solidification de l'hydrogène et sur les théories des changements des (corps (1878
- Synthèse de la chaleur (1879)
- Nouvelles machines frigorifiques basées sur l'emploi de phénomènes physicochimiques (1895)
- Étude critique du matérialisme et du spiritualisme par la physique expérimentale (1896)
- L'acétylène (1896)
- Le carbide (1896)
- Zur mechanischen Theorie der Explosivstoffe (1902)
- Die Theorie der Apparate zur Herstellung flüssiger Luft mit Entspannung (1903)
- Pictet, Raoul; Cellérier, Gustave. Méthode générale d'intégration continue d'une fonction numérique quelconque...